# Moussa Ag Assarid
Moussa Ag Assarid, né entre 1975 et 1978 dans un campement nomade dans  le Sahara entre Tombouctou et Gao, est un homme politique, écrivain, comédien, journaliste et conteur touareg ayant les nationalités malienne et française. Il est principalement connu pour son livre Y a pas d’embouteillage dans le désert ! et pour avoir été le porte-parole en Europe du mouvement indépendantiste touareg MNLA.

## Biographie

### Enfance et études
Moussa Ag Assarid est né entre 1975 et 1978 dans un campement situé entre Tombouctou et Gao au nord du Mali. Il est l’aîné d’une fratrie de treize enfants. Adolescent, sa vie bascule lorsqu’il découvre Le Petit Prince d’Antoine de Saint-Exupéry. Ce livre, reçu en cadeau d'une équipe du rallye Paris-Dakar de passage sur son campement en 1985, lui donne une envie soudaine d'aller à l'école pour apprendre à lire. Après une scolarité à Ansongo, dans le nord du Mali, que lui préfère appeler Azawad, il obtient son diplôme d’études fondamentales (DEF) dans les années 1990.Il part  ensuite étudier à Bamako, la capitale du Mali. Il participe aux manifestations lycéennes et étudiantes de 1996. Il vient en France en 1999 où il vit toujours. Il suit d’abord des études de gestion à l’Université d’Angers (Angers est jumelé avec Bamako) puis à l’Université Montpellier 1 (ISEM), où il est élu représentant des étudiants au conseil d’administration de 2005 à 2007. Il termine ses études à l’Institut des relations publiques et de la communication (IRCOM) aux Ponts-de-Cé (près d’Angers).

### Écrivain
En mars 2006, il publie Y a pas d’embouteillage dans le désert !  paru aux presses de la renaissance à  Paris, où il narre son arrivée en France et sa vision de la civilisation occidentale. Ce livre a été imprimé à quelque quarante mille exemplaires en français mais aussi à plus de dix mille en coréen et plusieurs milliers en espagnol et italien ; le livre est publié en arabe en 2015. En mars 2008, est publié Enfants des sables, écrit avec son frère Ibrahim, sur la création d’une école touarègue par l’association Ennor que Moussa Ag Assarid préside. Puis avec la psycho-sociologue Nathalie Valera Gil, il publie Y a pas que du sable dans le désert !.

### Acteur
Moussa Ag Assarid joue pour la première fois dans une série télé : Louis la Brocante, Moussa Ag Assarid y a le rôle d’Amsalek, le Messager des sables, dans l’épisode Louis et le Messager des sables diffusée pour la première fois à la télévision en septembre 2005 sur France 3. Il apparaît aussi dans deux films, Paris, je t’aime et La Tourneuse de pages sortis dans les salles en 2006, dans deux téléfilms, Alerte au virus pour M6 et Nuit noire pour Canal+, ainsi que dans un court-métrage, Faut pas croire.

### Engagement politique
En août 2010, Moussa Ag Assarid est naturalisé Français, sans perdre la nationalité malienne, et il exprime sa fierté de pouvoir voter pour les élections de ces deux pays.
Début janvier 2012, il reçoit des menaces de mort à la suite de son adhésion au Mouvement national pour la libération de l’Azawad (MNLA), dont il devient le porte-parole en Europe.
Le 9 juin 2012, il est nommé « chargé de l’information » du Conseil transitoire de l’État de l’Azawad.
Le 8 février 2013, il fait l’objet d’un mandat d’arrêt international émis par le procureur de la République du Mali, Daniel Tessogué, tout comme 25 autres chefs de la rébellion touarègue du MNLA et des groupes islamistes armés Ansar Dine, Aqmi et Mujao, accusés notamment de trafic de drogue, de terrorisme et de sédition.
En avril 2016, dans une lettre adressée au secrétaire général du MNLA, Moussa Ag Assarid démissionne de sa fonction de représentant du mouvement en Europe.

### Activités annexes
Moussa Ag Assarid est également journaliste pigiste (pour RFI et France Culture) et conteur pour écoles et bibliothèques.

## Œuvres
- Y a pas d’embouteillage dans le désert ! Chroniques d’un Touareg en France, Presses de la Renaissance, 2006, 237pp.  (ISBN 2750900964)
  - (es) En el desierto no hay atascos: Un Tuareg En La Ciudad
  - (it) Non ci sono ingorghi nel deserto. Cronache di un Tuareg in Europa
- avec Ibrahim Ag Assarid, Enfants des sables : une école chez les Touaregs, Presses de la Renaissance, 2008, 200 p.,  (ISBN 978-2750903206)
- avec Nathalie Valera Gil, Y a pas que du sable dans le désert ! : à la rencontre des Touaregs, Presses de la Renaissance, 2011, 225 p., (ISBN 978-2-7509-0523-1)

### Portrait
- Seidik Abba, Moussa Ag-Assarid, le Touareg qui prône la séparation du Mali en deux Etats, Le Monde, 25 novembre 2016.